# 內華達領地
內華達領地（英語：Nevada Territory）是美國歷史上的一個合併建制領土，存在於1861年3月2日至1864年10月31日之間，之後升格為美國第36個州內華達州。內華達領地系自猶他領地中分裂產生，範圍包括了現在內華達州西部的部分地區。

## 外部連結
- Norrico.com: collecting Nevada Territory stocks & bonds （页面存档备份，存于）